# Glastal, Großer Buchwald und Tautschbuch
Glastal, Großer Buchwald und Tautschbuch este o arie protejată (arie specială de conservare — SAC, sit de importanță comunitară — SCI) din Germania întinsă pe o suprafață de 3.583,11 ha, integral pe uscat.

## Localizare
Centrul sitului Glastal, Großer Buchwald und Tautschbuch este situat la coordonatele 48°12′30″N 9°24′40″E / 48.2083°N 9.4111°E.

## Înființare
Situl Glastal, Großer Buchwald und Tautschbuch a fost declarat sit de importanță comunitară în ianuarie 2005 pentru a proteja 3 specii de plante și 2 specii de animale. Situl a fost protejat și ca arie specială de conservare în ianuarie 2019.

## Biodiversitate
Situată în ecoregiunea continentală, aria protejată conține 14 habitate naturale: Cursuri de apă de la nivel de câmpie la nivel montan, cu vegetație Ranunculion fluitantis și Callitricho-Batrachion, Formațiuni de Juniperus communis pe lande sau pajiști calcaroase, Pajiști carstice calcaroase sau bazofile, de Alysso-Sedion albi, Pajiști uscate seminaturale și facies de acoperire cu tufișuri pe substraturi calcaroase (Festuco-Brometalia) (* situri importante pentru orhidee), Liziere de ierburi înalte hidrofile de câmpie și de nivel montan până la alpin, Fânețe de joasă altitudine (Alopecurus pratensis, Sanguisorba officinalis), Izvoare petrifiante cu formare de travertin (Cratoneurion), Grohotișuri medio-europene calcaroase, de la nivel colinar și montan, Pante stâncoase calcaroase cu vegetație casmofită, Peșteri inaccesibile publicului, Păduri de fag Asperulo-Fagetum, Păduri de fag din Europa Centrală dezvoltate pe sol calcaros cu Cephalanthero-Fagion, Păduri pe pante, grohotișuri și ravene de Tilio-Acerion, Păduri aluvionare cu Alnus glutinosa și Fraxinus excelsior (Alno-Padion, Alnion incanae, Salicion albae).
La baza desemnării sitului se află mai multe specii protejate:
- plante (3): Buxbaumia viridis, papucul doamnei (Cypripedium calceolus), mușchi (Dicranum viride)
- mamifere (2): castor (Castor fiber), liliac comun (Myotis myotis)